# Leptodius efferens
Leptodius efferens is een krabbensoort uit de familie van de Xanthidae. De wetenschappelijke naam van de soort is voor het eerst geldig gepubliceerd in 1907 door Mary Jane Rathbun.
De soort werd in 1900 verzameld bij Ponape (tegenwoordig Pohnpei) in de Carolinen tijdens een expeditie naar de Stille Oceaan onder leiding van Alexander Agassiz.